# Polyéthylène de masse molaire très élevée
Le polyéthylène de masse molaire très élevée (UHMPE) est un polyéthylène haute densité (PE-HD) caractérisé par une excellente tenue à l'abrasion. En raison de sa très forte masse molaire, ce polyéthylène linéaire présente un indice de fluidité très faible, sa mise en forme est donc difficile. Des fibres de module très élevé peuvent être obtenues après étirage.

## Synonymes
UHMWPE pour ultra high molecular weight polyethylene (parfois abrégé en UHMW), également connu sous le nom de polyéthylène à haut module (HMPE, high modulus polyethylene) ou de polyéthylène haute performance (HPPE, high performance polyethylene).

## Présentation
Les chaines du UHMPE sont extrêmement longues, de l'ordre de plusieurs centaines de milliers d'unités monomères. La plus longue chaîne sert à transférer la charge plus efficacement à la chaîne principale du polymère par un renforcement des forces intermoléculaires. Il en résulte un matériau très résistant, avec actuellement la plus grande résistance aux chocs de tous les composés thermoplastiques. Il est très résistant aux produits chimiques corrosifs, à l'exception des acides oxydants, il absorbe extrêmement faiblement l'humidité et a un très faible coefficient de frottement. Il est auto-lubrifiant, et est très résistant à l'abrasion : dans certaines formes, il est jusqu'à quinze fois plus résistant à l'abrasion que l'acier. Son coefficient de frottement est nettement plus faible que celui du nylon ou de l'acétal et est comparable à celui du polytétrafluoroéthylène (PTFE, Téflon), mais l'UHMPE possède une meilleure résistance à l'abrasion que le PTFE,. Il est inodore, insipide et non toxique.
L'UHMPE a été commercialisé dans les années 1950 par Ruhrchemie AG, qui a changé de nom au fil des ans, les matériaux d'aujourd'hui sont produits par Ticona, Braskem et Mitsui. L'UHMPE est disponible dans le commerce sous des formes consolidées, telles que des feuilles, des tiges ou des fibres, mais peut également être directement moulé dans la forme finale d'un produit. En raison de sa résistance à l'usure et aux chocs, l'UHMPE continue de trouver de plus en plus d'applications industrielles, par exemple dans les secteurs de l'automobile et de l'embouteillage. Depuis les années 1960, l'UHMPE est également le matériau de choix pour les prothèses et implants pour sa biocompatibilité et ses caractéristiques mécaniques. Les fibres d'UHMPE, commercialisées dans les années 1970 par la société de produits chimiques DSM, sont largement utilisées dans la protection balistique, pour des applications dans le secteur de la défense, et de plus en plus dans les dispositifs médicaux.

## Structure et propriétés
L'UHMPE est une polyoléfine constituée de chaînes de polyéthylène très longues. Chaque chaîne est liée aux autres avec autant de liaisons de van der Waals que l'ensemble de la résistance intermoléculaire est élevée. De cette façon, les grandes tractions de charges ne sont pas limitées par la faiblesse relative de chaque liaison de van der Waals.
Lorsqu'elles sont formées de fibres, les chaînes polymères peuvent atteindre une orientation parallèle de plus de 95 % et un taux de cristallinité de 39 % à 75 %.
La liaison faible entre les molécules d'oléfines permet à des excitations thermiques locales de perturber l'ordre cristallin d'une chaîne donnée morceau par morceau, ce qui lui confère une résistance thermique beaucoup plus faible que les autres fibres à haute résistance. Son point de fusion est d'environ 130 à 136 °C et, selon Braskem, il n'est pas conseillé d'utiliser des fibres UHMPE à des températures supérieures à 80-100 °C pendant de longues périodes de temps. Il devient fragile à des températures inférieures à −150 °C.
La structure simple de la molécule donne également lieu à des états de surface et des propriétés chimiques qui sont rares dans des polymères hautes performances. Par exemple, la plupart des polymères polaires absorbent facilement l'eau. Cependant l'oléfine ne présente pas de tels groupes et l'UHMPE n'absorbe donc pas l'eau facilement. De la même manière, les polymères aromatiques sont souvent sensibles aux solvants aromatiques dues à des interactions d'empilement aromatiques. Le UHMPE étant un polymère aliphatique, ces solvants n'ont pas d'effets. De plus l'UHMPE ne contient pas de groupes chimiques qui sont sensibles aux attaques d'agents agressifs (tels que les esters, amides ou groupes hydroxyle), il est très résistant à l'eau, l'humidité, la plupart des produits chimiques, aux rayonnements UV, et aux micro-organismes.
Sous contrainte de traction, l'UHMPE se déforme en permanence tant que la contrainte est présente, un effet dit de fluage.

## Production
L'UHMPE est synthétisé à partir de monomères éthylène, qui sont liés ensemble pour former de très hautes masses moléculaires. Ce sont des molécules dont la longueur est largement supérieure à celle du polyéthylène haute densité (PE-HD) (de plusieurs décades), la synthèse étant basée sur les catalyseurs métallocènes. En général, les molécules de PE-HD ont entre 700 et 1 800 unités monomères par molécule, tandis que les molécules d'UHMPE ont tendance à avoir 100 000 à 250 000 unités monomères chacune et parfois plus de 1 000 000 unités monomères.
L'UHMPE est mis en forme en utilisant les méthodes suivantes : compression à chaud, extrusion par piston (ram extrusion) et frittage. Plusieurs entreprises européennes se sont lancées dans la compression à chaud dans les années 1960.

## Applications
Les principaux produits commerciaux sont le Spectra lancé en 1983 par AlliedSignal aux États-Unis et le Dyneema en 1990 par DSM aux Pays-Bas.
|                         |      |     | SK78 | SK99 | SK99 | SK99 | SK99 | SK99 | SK99 | SK99 | SK99 | SK99  | SK99  |
| ----------------------- | ---- | --- | ---- | ---- | ---- | ---- | ---- | ---- | ---- | ---- | ---- | ----- | ----- |
| Diamètre (mm)           | 0.06 | 0.3 | 0.7  | 1    | 2    | 3    | 4    | 5    | 6    | 8    | 9    | 10    | 12    |
| Charge de rupture (daN) | 4    | 25  | 60   | 210  | 700  | 1250 | 1850 | 3000 | 5500 | 7600 | 9300 | 13100 | 17500 |
| Masse linéique (g/m)    |      |     | 0.29 | 0.68 | 2.23 | 4.6  | 7    | 11.6 | 21   | 32.5 | 42   | 58    | 81.4  |

Les fibres Dyneema sont utilisées :
- en cordages :
  - pour la pêche professionnelle où les filets et les cordages traînant moins entraînent une réduction de consommation de carburant ;
  - dans l'industrie en remplacement des filins en acier : manutention des marchandises ou pour tirer des lignes électriques où la légèreté et la résistance à l'abrasion sont bénéfiques ;
  - dans le maritime et l'offshore pour les aussières, mouillages et remorques , là encore bénéficiant d'un rapport poids/résistance facilitant la mise en œuvre ;
  - en voile, dans le gréement dormant et courant, pour leur légèreté et leur faible allongement sous charge (écoutes, drisses, haubans) ;
  - en pêche sportive pour la finesse, la résistance à l'abrasion et la faible élasticité ;
- en filets :
  - pour le fret dans le transport aérien en raison de leur rapport poids/résistance ;
  - en aquaculture pour leur finesse et leur durabilité ;
- en textiles spéciaux :
  - pour les gants de protection en raison de leur légèreté qui les rend confortables, leur résistance à l'abrasion et aux coupures, ainsi que leur durabilité ;
  - pour le prêt-à-porter ou des vêtements de protection, notamment des jeans moto en Armalith ;
  - pour les voiles dans le nautisme pour leur rapport poids/résistance, leur tenue de forme et leur résistance aux ultraviolets et à l'abrasion ;
- en panneaux composites pour les conteneurs aviation en raison de leur légèreté et leur durabilité.

Le Dyneema est utilisé dans différentes pratiques sportives :
- en cyclisme, dans certains cuissards, servant de renfort en cas de chute ;
- pour la pratique de l'escalade, de l'alpinisme et de la spéléologie sous forme de sangle ou cordelette - n'étant pas conçue pour absorber les chocs, cela interdit son usage pour l'assurage dynamique ; également, cette matière textile est très prisée pour la confection de sac à dos et de tentes car légère et imperméable;
- dans les cuirasses d'escrime : 50 % polyester 50 % Dyneema ;
- pour le nautisme à la voile : confection de filets de pêche, de drisses, de gréements, de filières de bastingages, matelotage comme les manilles textiles ;
- en vol à voile, pour la treuillée des planeurs ;
- les suspentes de parapente et les lignes de retenue des cerfs-volants moyen à haut de gamme ainsi que pour le kitesurf ;
- en vol libre, pour la treuillée des ailes delta et des parapentes ;
- cordes d'arcs de compétition.

Ces matériaux sont également utilisés dans les équipements militaires dans la fabrication d'éléments de protection anti-balistique pour les véhicules militaires, les casques (casque SPECTRA), les boucliers ou gilets pare-balles, les gants « anti-coupure » de l'armée, remplaçant le Kevlar, permettant d'attraper une lame de cutter ou de couteau sans risques.